# Vadsø
Vadsø (Samisch: Čáhcesuolu) is de hoofdstad van de Noorse provincie Finnmark. De gemeente telde 6.154 inwoners in januari 2017.
In de 16e eeuw bestond de nederzetting uit een vissersdorp en de oude kerk van Vadsø, gelegen op het eiland Vadsøya. De nederzetting verhuisde later naar het vasteland. In 1833 werd het stadsvoorrecht verleend en al snel kwamen er kolonisten uit Finland en het noordelijke deel van Zweden. Fins werd snel de taal van de meerderheid, en dit bleef decennialang zo. Zelfs vandaag de dag wordt er in sommige huishoudens nog steeds Fins gesproken. Vadsø was van april 1873 tot september 1875 het hoofdkantoor van de eerste krant in een Samische taal, Muitalægje .
Tijdens de bezetting van Noorwegen door nazi-Duitsland werd Vadsø getroffen door verschillende luchtaanvallen van de Sovjet-Unie, waarbij nazi-troepen werden gebombardeerd. Er zijn echter, in tegenstelling tot de meeste plaatsen in Finnmark, een aantal 19e-eeuwse houten huizen bewaard gebleven in de buurt van het stadscentrum. Op het eiland Vadsøya staat de mast van het luchtschip dat Umberto Nobile en Roald Amundsen gebruikten voor hun expeditie over de Noordpool met het luchtschip Norge in 1926, en die opnieuw werd gebruikt tijdens Nobile's vlucht met het luchtschip Italia in 1928.
De Hurtigruten-schepen stoppen regelmatig bij de pier op het eiland Vadsøya in de stad. 

## Andere plaatsen in de gemeente Vadsø
- Vestre Jakobselv

## Geboren in Vadsø
- Lars Bohinen (1969), voetballer
- Sigurd Rushfeldt (1972), voetballer
- Morten Gamst Pedersen (1981), voetballer

Alta · Båtsfjord · Berlevåg · Gamvik · Hammerfest · Hasvik · Karasjok · Kautokeino · Lebesby · Loppa · Måsøy · Nesseby · Nordkapp · Porsanger · Sør-Varanger · Tana · Vadsø · Vardø